# Palpita nivea
Palpita nivea is een vlinder van de familie van de grasmotten (Crambidae). De wetenschappelijke naam van deze soort is voor het eerst voorgesteld als Phalaena nivea door Carl Linnaeus in een publicatie uit 1767.